# Urzica (revistă)
Urzica a fost o revistă de satiră și umor, care a apărut în România în perioada 1949-1989, publicând literatură satirico-umoristică și grafică satirică. Revista fost înființată de Aurel Baranga ca "sarcină de partid" primită în 1948.
Articolul program al primului număr al revistei de satiră și umor Urzica (1 februarie 1949, p. 3) anunță intențiile răzbunătoare ale clasei muncitoare eliberate de sub, „jugul” capitalist: „într’o țară în care, sute de ani, cîteva zeci de mii de profitori au râs cum au vrut de popor, are și poporul - în sfârșit, astăzi liber - dreptul la zâmbet.” Sunt vizați pentru urzicare: „mincinoșii” și „servilii”, aceștia fiind, bineînțeles, reprezentanții clasei burgheze care se încăpățânează să creadă în valorile democrației de tip capitalist.
În prima perioadă, revista se tipărea într-o policromie compusă din culori extrem de vii pentru că are un pronunțat aer festivist. Toate cele bune se petrec în Est și mai cu seamă în Uniunea Sovietică, toate relele se întâmplă în lumea capitalului. Pornită inițial ca un obiect de propagandă împotriva viciilor vechiului sistem, revista a devenit în scurt timp o oglindă a umorului tipic românesc în care zicala „a face haz de necaz” era singura cu adevărat acceptată.
În perioada 1949-1975, revista a apărut bilunar, cu obiectivul de a ilustra lupta de clasă, apoi lunar între 1975-1980 și o dată la două luni între 1981-1989.
După decesul lui Aurel Baranga (10 iunie 1979), în locul său a fost numit redactor-șef Manole Auneanu. Când acesta și-a dat demisia în 1990, pentru a înființa publicația "Baricada", în locul lui a fost instalat Niculae Stoian, un poet proletcultist de proastă calitate, fost cursant la Școala de Literatură și Critică Literară „Mihai Eminescu”.
În 1989 revista Urzica a organizat concursul de proză satirico-umoristică, la care Marele Premiu “ I.L. Caragiale” a fost câștigat de Lucian Perța.
Din 1975, revista Urzica a publicat anual, până în 1989 inclusiv, câte un „Almanah Perpetuum Comic – Urzica”.
După revoluție și revista "Urzica" a fost lovită de economia de piață. Unii au vrut să și-o adjudece gratuit și de aceea publicația a sucombat.
Din 1990, revista a apărut sub titlul Moftul român, serie nouă, avându-l ca redactor-șef pe prozatorul și dramaturgul Mihai Ispirescu. În 2010 „Moftul Român” a fost relansat online de jurnalistul Miron Manega care și-a asumat rolul de coordonator editorial și autor de concept.
Pe 21 noiembrie 2005, la inițiativa prozatorului Kiki Vasilescu, s-a (re)lansat revista Urzica în format electronic (www.urzica.ro) care își propunea să apară săptămânal, în fiecare luni, la ora zero (ora Dâmboviței).